# Dumanjug
Dumanjug is een gemeente in de Filipijnse provincie Cebu. Bij de census van 2015 telde de gemeente ruim 51 duizend inwoners.

## Geografie

### Bestuurlijke indeling
Dumanjug is onderverdeeld in de volgende 37 barangays:
| - Balaygtiki - Bitoon - Bulak - Bullogan - Doldol - Kabalaasnan - Kabatbatan - Calaboon - Kambanog - Camboang - Candabong - Kang-actol - Kanghalo | - Kanghumaod - Kanguha - Kantangkas - Kanyuko - Cogon - Kolabtingon - Cotcoton - Lamak - Lawaan - Liong - Manlapay - Masa | - Matalao - Paculob - Panlaan - Pawa - Ilaya - Poblacion Looc - Poblacion Sima - Tangil - Tapon - Tubod-Bitoon - Tubod-Dugoan - Poblacion Central |

## Demografie
Dumanjug had bij de census van 2015 een inwoneraantal van 51.210 mensen. Dit waren 4.456 mensen (9,5%) meer dan bij de vorige census van 2010. Ten opzichte van de census van 2000 was het aantal inwoners gegroeid met 11.544 mensen (29,1%). De gemiddelde jaarlijkse groei in die periode kwam daarmee uit op 1,69%, hetgeen bijna gelijk was aan het landelijk jaarlijks gemiddelde over deze periode (1,72%).

De bevolkingsdichtheid van Dumanjug was ten tijde van de laatste census, met 51.210 inwoners op 85,53 km², 598,7 mensen per km².

## Geboren
- bisschop Isabelo Abarquez (Panlaan, 8 juli 1959)